# 155 mm M198

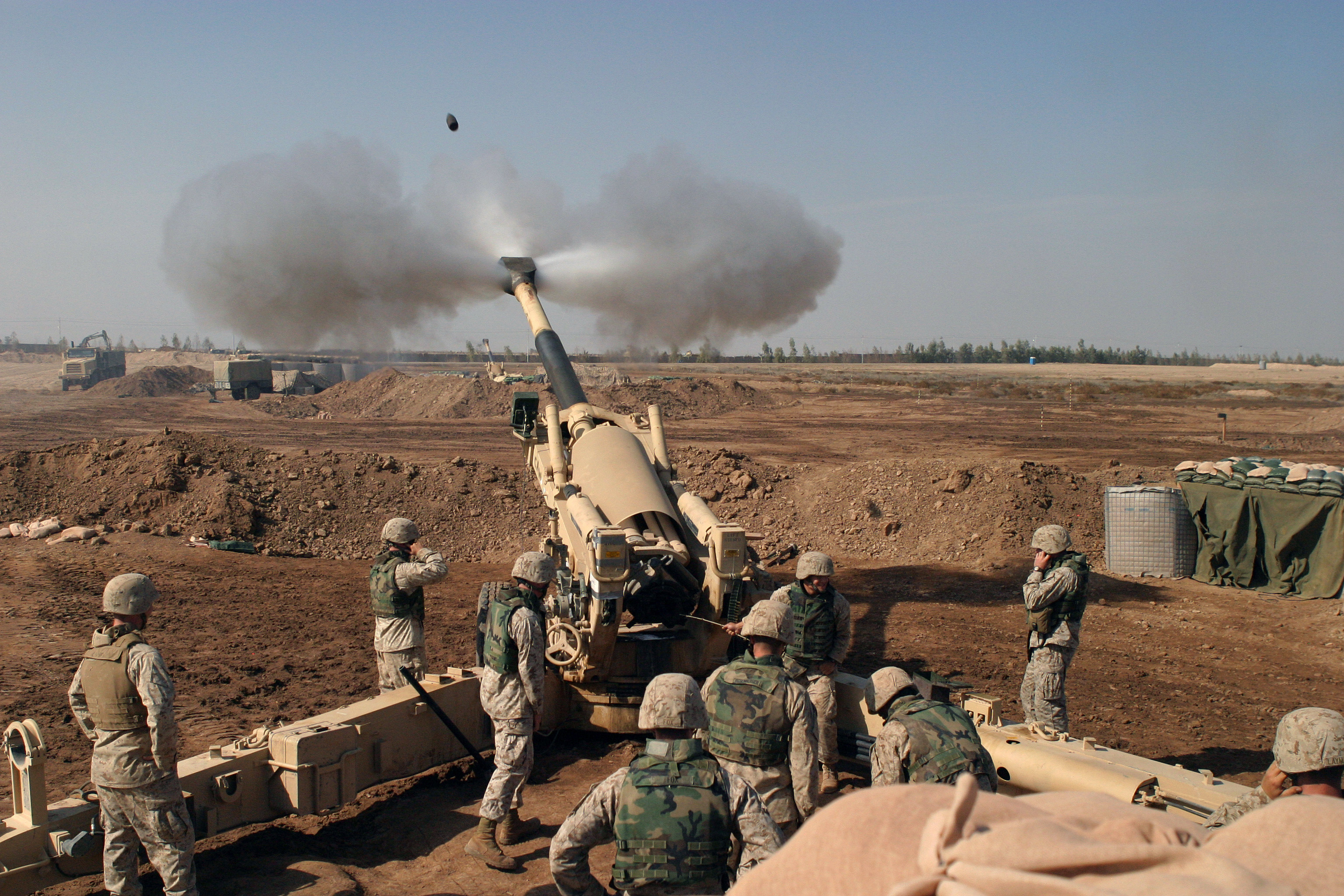
Un obice M198 da 155mm in azione circondato dagli artiglieri del 4º battaglione del 14º reggimento Marine. L'immagine è stata ripresa l'11 novembre 2004 nel campo militare di Falluja durante l'operazione Phantom Fury.

L'M198 è un pezzo d'artiglieria pesante da 155 mm di costruzione USA.
È l'ultimo dei cannoni trainati statunitensi convenzionali. Fu sviluppato nei tardi anni '60 come sostituto alleggerito dell'obice M114. Ha una grande gittata e può essere aviotrasportato. È stato adottato dall'esercito nel 1978 e da diversi altri eserciti.
Esso ha una struttura leggera, più del normale per tali armi, e anche per questo non è stato progettato con un APU, mentre la gittata, notevole con i 30 km raggiunti da munizioni a razzo, con proiettili standard è soltanto di 18 km.
La varietà di munizioni studiate per tale arma comprendono proiettili cluster con mine o bombette (fino a 88), fumogeni, HE TNT o HE TNT/C4, munizioni con dispositivi di sorveglianza elettronica, munizioni nucleari tattiche e persino il proiettile guidato Copperhead, un'arma che ha fatto scalpore e ha indotto i russi a copiarlo con il Krasnopol, ma che apparentemente non ha avuto molto successo nel colpire bersagli mobili, troppo difficili da designare alle massime distanze –14 km- a cui esso può giungere, mentre contro obiettivi fissi è micidiale, come dimostrato da alcuni lanci nel 1991. L'M198 è dato soprattutto ai Marines e ad altre unità di fanteria leggera.